# Ischnurges
Ischnurges là một chi bướm đêm thuộc họ Crambidae.

## Các loài
- Ischnurges bagoasalis Druce, 1899
- Ischnurges gratiosalis (Walker, 1859)
- Ischnurges illustralis Lederer, 1863
- Ischnurges inusitata Gaede, 1916
- Ischnurges luteomarginalis (Hampson, 1891)
- Ischnurges rhodographalis Hampson, 1913

Các loài trước đây
- Ischnurges lancinalis (Guenée, 1854)